# Lotus Eclat

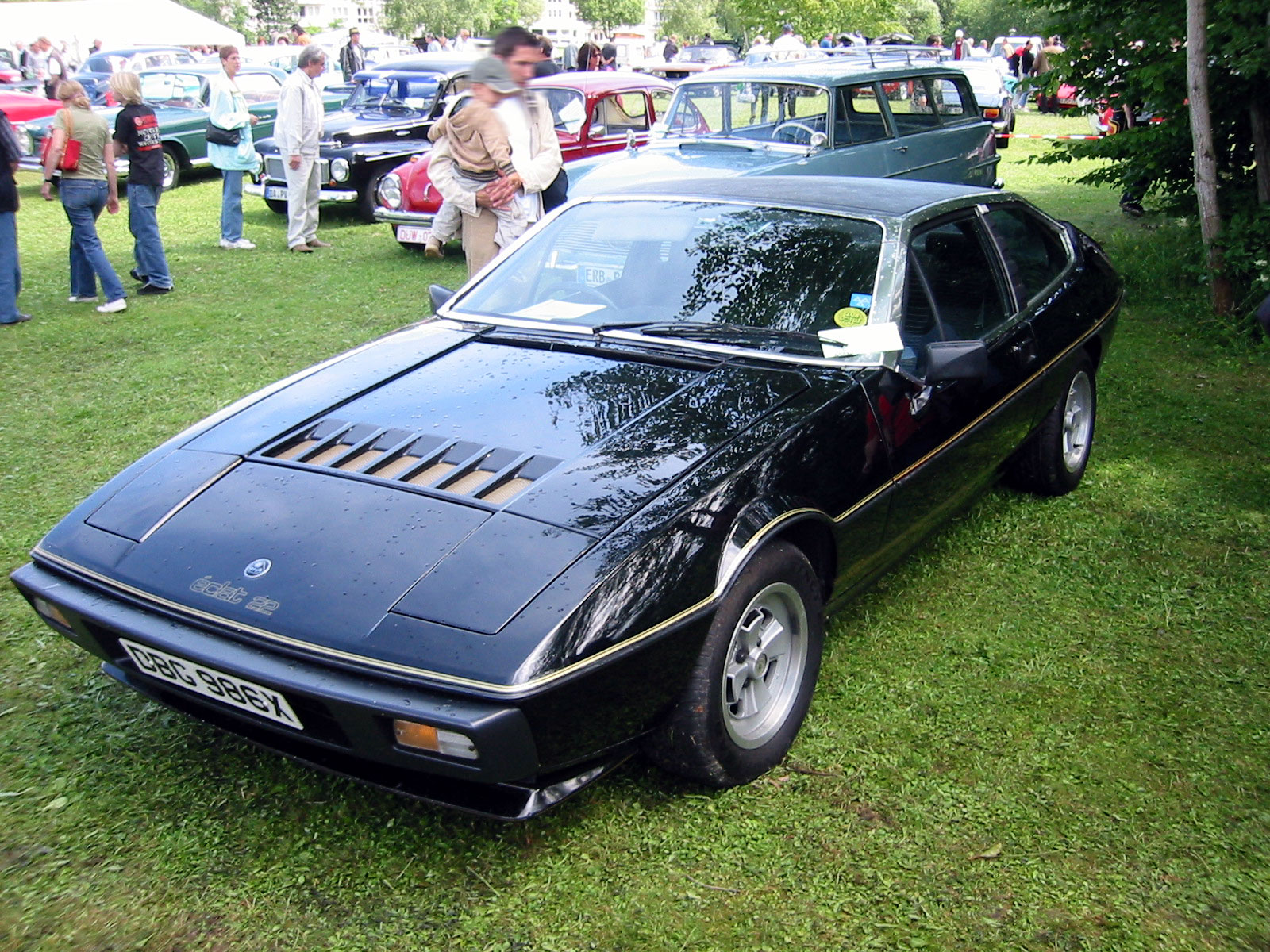
Lotus éclat.

Lotus Eclat, producerad åren 1975-1982, var en fastbackversion av Lotus Elite.